# Narkotikasmuggling
Narkotikabrott utgör smugglingsbrott och straffas enligt smugglingslagen.

## Sverige
De senaste åren har tullen fått tag i färre narkotikasmugglare, men fått tag i större mängder. Andra narkotikabrott har ökat drastiskt. Exempelvis har innehavet av amfetamin sjudubblats i Sverige mellan åren 2000 och 2006.[källa behövs]